# UV-Ceti-Stern

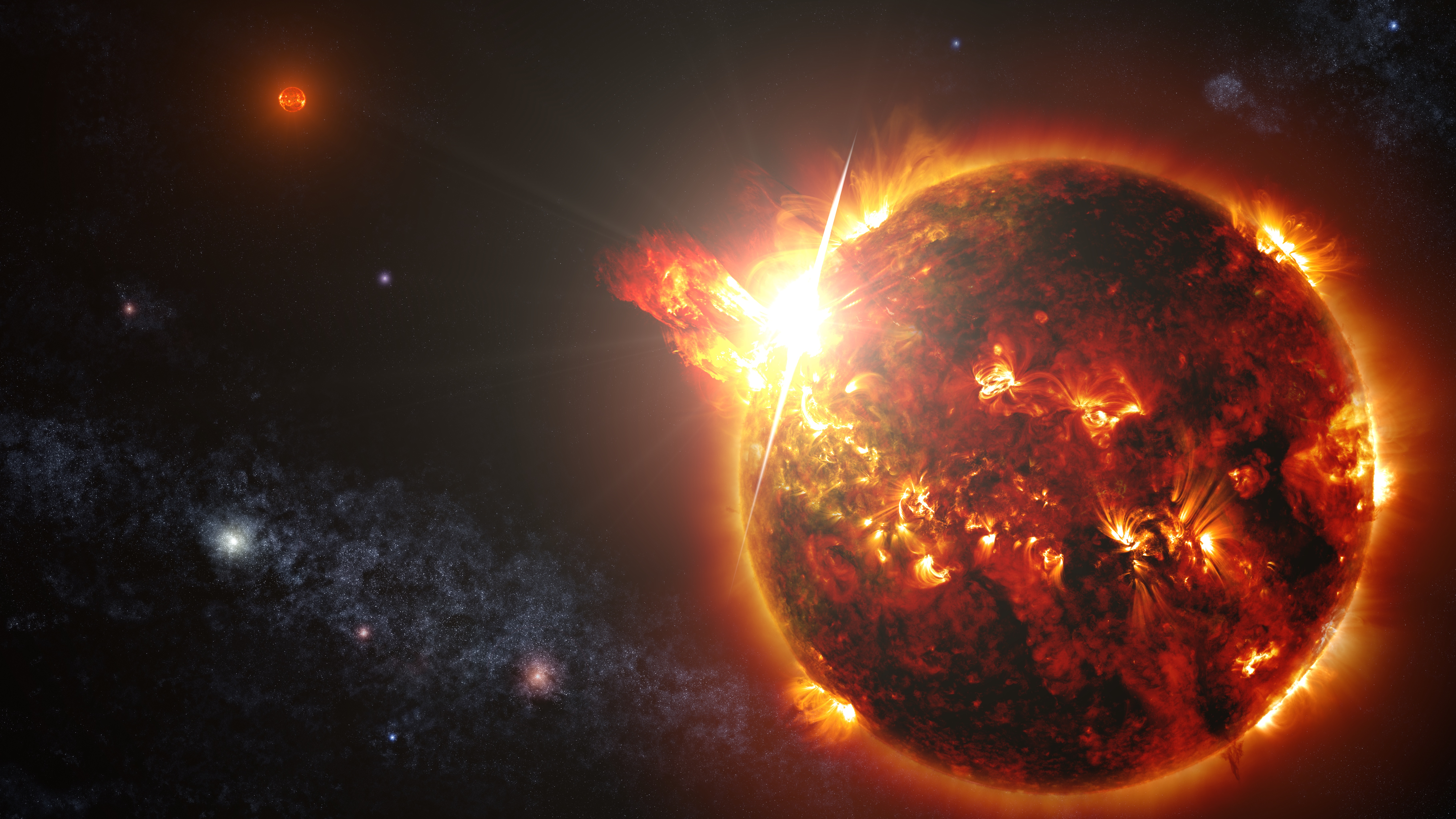
Künstlerische Darstellung von DG Canum Venaticorum einem Doppelsternsystem, das aus zwei roten Zwergsternen vom Spektraltyp M4Ve besteht, und daher zur Gruppe der UV-Ceti-Sterne zählt.

UV-Ceti-Sterne (nach ihrem Prototypen UV Ceti; auch Flare-Sterne oder Flackersterne, GCVS-Systematikkürzel: UV) gehören zur Klasse der eruptiv veränderlichen Sterne. Sie befinden sich am unteren Ende der Hauptreihe und sind gekennzeichnet durch das Auftreten von Flares (aperiodische, befristete Freisetzungen großer Energiemengen). Die Flaresterne zeigen eine späte Spektralklasse meist vom Typ K oder M mit ausgeprägten Emissionslinien des Wasserstoffs. Die meisten dieser Sterne haben 0,08 bis 0,5 Sonnenmassen und sind entsprechend Rote Zwerge.

## Flares

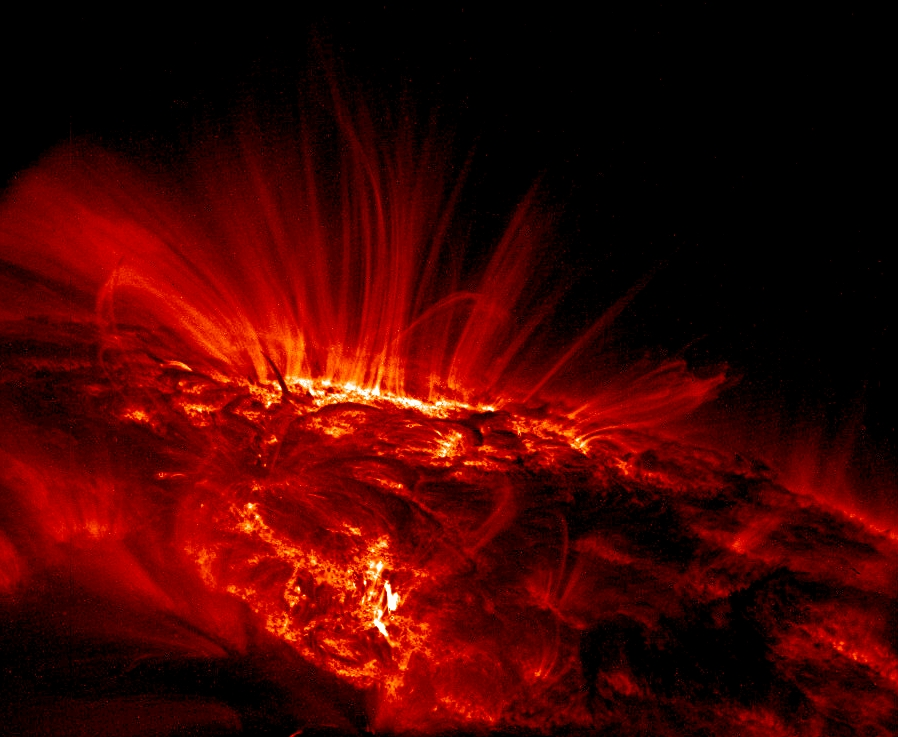
Flare auf der Sonnenoberfläche

Die stellaren Flares entsprechen den Sonneneruptionen in Bezug auf ihre Entstehung und die bei den Ausbrüchen frei werdende Energie. Da die UV-Ceti-Sterne jedoch eine geringere absolute Helligkeit aufweisen als die Sonne, sind die Ausbrüche auch im Weißlicht zu beobachten.
Die Ursache der Ausbrüche liegt in magnetischen Kurzschlüssen der stellaren Feldlinien in der Korona. Die dabei freigesetzte Energie beschleunigt Partikel in die unter der Korona liegende Chromosphäre, die dort mit der dichteren Materie kollidieren. Das Plasma der Chromosphäre wird dabei erwärmt und mit hoher Geschwindigkeit zurück in die Korona beschleunigt. Die Flares sind im Bereich der Röntgen-, Ultraviolett- und Radiostrahlung sowie im sichtbaren Licht nachgewiesen worden.
Der Verlauf eines klassischen Flares besteht aus einem steilen Anstieg der Ausbruchsintensität und einem langsamen exponentiellen Abklingen. Den Flares können quasi-periodische Pulsationen überlagert sein, die während und nach der Eruption auftreten. Dabei handelt es sich um wellenförmige Helligkeitsvariationen in der Lichtkurve, die auch bei der Sonne beobachtet worden sind. Der physikalische Hintergrund der quasi-periodischen Pulsationen ist unbekannt.
Die Häufigkeit der Flares beträgt bis zu 1,2 Ereignisse pro Stunde. Die meisten Eruptionen erreichen nur geringe Amplituden bis max. 5 Magnitudine. Die Anzahl der Flares nimmt logarithmisch mit der Amplitude ab. Die Amplitude eines Flares hängt von der Wellenlänge ab: vom Ultravioletten zum Infraroten nimmt sie stetig ab.

### Schnelle und langsame Flares
Flares werden unterteilt in:
- schnelle Flares; sie verfügen über mehr Energie, und ihr Verlauf entspricht dem solarer Röntgenflares.
- langsame Flares; sie zeigen einen ungewöhnlichen Verlauf, bei dem der Anstieg ebenso lange dauert wie der Abstieg (mehr als 30 Minuten). Ihre Amplituden sind deutlich geringer als bei schnellen Flares.

Komplexe Flareverläufe können als eine Überlagerung schneller und langsamer Eruptionen interpretiert werden.
Vermutlich unterscheiden sich schnelle und langsame Flares nur durch die geometrische Anordnung:
- Die aktive Region, in der schnelle Flares entstehen, zeigt bei ihnen in Richtung Erde; damit wird die Interaktion des Flares mit der Sternoberfläche sichtbar.
- Ist die aktive Region dagegen auf der erdabgewandten Seite, so kann auf der Erde nur die Wechselwirkung der beschleunigten Elektronen mit den oberen Schichten der Chromosphäre und der Korona nachgewiesen werden; die Wechselwirkung wird dann als langsamer Flare beobachtet.

## Sternflecken

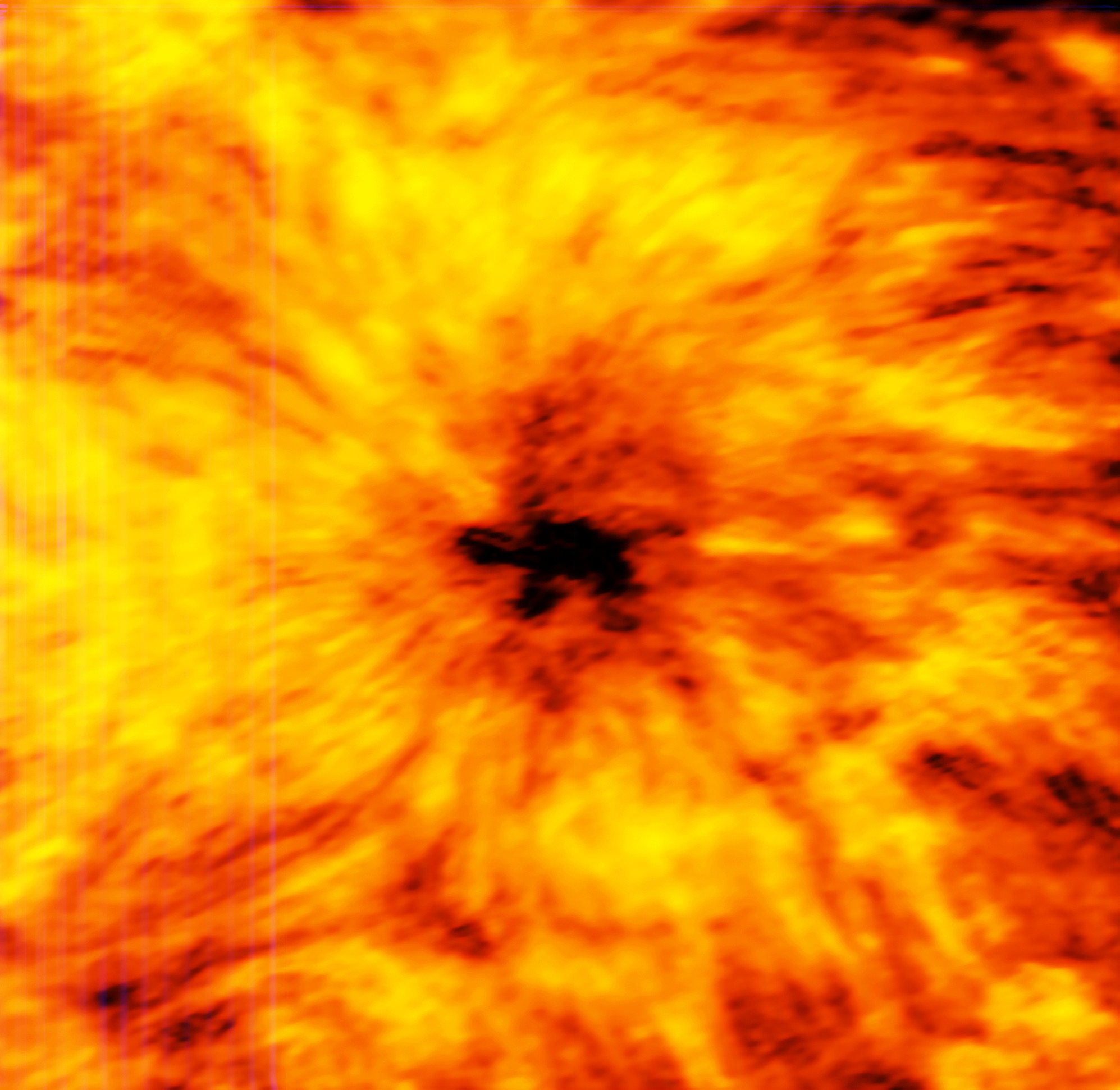
Bild eines riesigen Sonnenflecks aufgenommen von ALMA.

Auf der Oberfläche der UV-Ceti-Sterne befinden sich Sternflecken ähnlich den Sonnenflecken. Die Sternflecken sind ein Bereich niedriger Temperatur, weil durch die Magnetfeldlinien der Energietransport vom Sterninneren in die Photosphäre behindert wird. Werden die Sternflecken fotometrisch nachgewiesen, so werden die Sterne auch der Klasse der BY-Draconis-Sterne zugerechnet. Die Sternflecken und die Flares sind zwei Eigenschaften magnetisch aktiver Sterne, die sich nicht in ihren physikalischen Eigenschaften unterscheiden. Die magnetische Aktivität ist eine Folge des konvektiven Energietransports in den äußeren Atmosphärenschichten in Kombination mit einer differentiellen Rotation. Dies führt zu einer Bewegung des ionisierten Plasmas und zur Generierung eines globalen Magnetfeldes. Die konstante Röntgenleuchtkraft beträgt 1018,5…22,5 Watt und ist wahrscheinlich das Ergebnis einer großen Anzahl von Nanoflares.
Aus photometrischen Beobachtungen der Sternflecken kann die Rotationsperiode abgeleitet werden, die meist bei einigen Tagen liegt. Ein Vergleich mit der Verteilung der Flares zeigt, dass es entgegen einfachen Modellen nicht eine große aktive Region auf den UV-Ceti-Sternen zu geben scheint, sondern dass die Flares  gleichmäßig verteilt sind. Daher dürften auf den Flaresternen mehrere kleinere aktive Regionen mit entsprechenden Sternflecken existieren, in denen auch die magnetischen Kurzschlüsse auftreten, welche die Ursache der Flares sind.

## Eigenschaften
UV-Ceti-Sterne zählen mit den RS-Canum-Venaticorum-Sternen, den BY-Draconis-Sternen und den FK-Comae-Berenices-Sternen zu den magnetisch aktiven Sternen. Die UV-Ceti-Sterne sind häufig in Regionen mit aktiver Sternentstehung oder in jungen offenen Sternhaufen zu finden. Die magnetische Aktivität der M-Zwerge am unteren Ende der Hauptreihe nimmt mit dem Alter schnell ab und für die M-Zwerge mit einem Spektraltyp früher als M5.5 scheint – wie bei den sonnenähnlichen Sternen – eine zyklische Aktivität vorzuliegen. Die Aktivitätszyklen sind spektroskopisch in den Ruhephasen durch die Linienstärke von H-alpha, der H- und K-Linie des Kalziums sowie der Na1-Linie des Natriums nachweisbar. Etwa 75 % aller M-Zwerge gehören zu den magnetisch aktiven Sternen und zeigen die für UV-Ceti-Sterne typischen Flares.
Wie Studien an offenen Sternhaufen gezeigt haben, nehmen bei UV-Ceti-Sternen alle Anzeichen magnetischer Aktivität mit dem Alter und der Rotationsrate ab. Dies gilt sowohl für späte Zwerge mit vollständig konvektivem Energietransport als auch für Sterne wie die Sonne mit radiativem Energietransport im Kern. Bei letzteren ist der Effekt stärker und das stellare Magnetfeld entsteht in der Tachocline-Region, der Übergangsschicht zwischen dem Kern und der äußeren Schicht mit konvektivem Energietransport; bei vollständig konvektiven Sternen dagegen ist nicht bekannt, warum sich ein stellares Magnetfeld bildet.
Die magnetische Aktivität später Zwerge ist in Doppelsternsystemen deutlich stärker ausgeprägt als bei Einzelsternen. Der Einfluss eines Begleiters auf die stellare Aktivität kann dadurch zustande kommen, dass der Begleiter schon während der Sternentstehung die Lebensdauer der Akkretionsscheibe begrenzt. Damit wird weniger Rotationsenergie über akkretionsgetriebene Sternwinde abgeführt.
Bei engen Doppelsternen kommt es durch Gezeiteneffekte zu einer Synchronisation der Rotationsdauer mit der Umlaufdauer (gebundene Rotation); diese Sterne zeigen starke Anzeichen für magnetische Aktivität wie Flares oder in der Intensität der Wasserstoffemissionslinien der Balmer-Serie.
Schnell rotierende alte Rote Zwerge können auch das Ergebnis einer Wechselwirkung mit einem Planeten in einer engen Umlaufbahn sein. Diese Hot Jupiter verformen sich in der Nähe ihres Sterns, und die dissipierte Verformungsenergie verkleinert den Umlaufradius weiter. Dies führt zu einer Korotation des Sterns und des Planeten, wodurch die Rotationsgeschwindigkeit des Roten Zwergs wieder zunimmt. Am Ende dieses Prozesses kann es zu einer Verschmelzung des Planeten und des Roten Zwergs kommen, wodurch der Stern erheblich an Drehimpuls gewinnt.

### Vorkommen in Sternkatalogen
Der General Catalogue of Variable Stars listet aktuell etwa 1000 Sterne mit dem Kürzel UV, womit etwa 2 % aller Sterne in diesem Katalog zur Klasse der UV-Ceti-Sterne gezählt werden.

## Beispiele
Bekannte UV-Ceti-Sterne sind YZ Cet, AD Leo, EV Lac, Ross 248 und CN Leo (Wolf 359).